# Kaleidoscope (album de Siouxsie and the Banshees)
Pour les articles homonymes, voir Kaléidoscope (homonymie).
Albums de Siouxsie and the Banshees
Join Hands
(1979) Juju
(1981)
Kaleidoscope est le troisième album de Siouxsie and the Banshees. Il est sorti en août 1980 et a été coproduit avec Nigel Gray. Cet album a été remasterisé en 2006 avec plusieurs démos en bonus pour une sortie en CD.
1980 est l'année de l'arrivée du guitariste John McGeoch (ex membre de Magazine) et du batteur inventif Budgie (ex- membre de The Slits). Le guitariste Steve Jones joue par ailleurs sur trois titres : Clockface, Paradise Place et Skin. 
Album de l'ouverture, résolument plus pop et plus éclectique, emmené par deux singles Happy House et Christine marqués par des textures originales de guitares signées McGeoch, Kaleidoscope se démarque résolument de ses deux prédécesseurs. Siouxsie explique que les Banshees sont presque devenus un nouveau groupe à partir de ce disque. 
Avec le titre atypique Red Light enregistré avec un clavier en guise de basse et des séquencers pour le beat marqué par le son d'un obturateur d'appareil photo, le groupe expérimente en s'aventurant dans l'électronique. Avec Red Light, il devient un des groupes précurseurs du mariage électro/rock, un an avant New Order.
The Cure a été marqué par cet album comme l'a indiqué son chanteur Robert Smith ; « The Head on the Door me fait penser à l'album Kaleidoscope, à l'idée d'avoir une multitude de sonorités différentes, de couleurs différentes. » En 1985, Robert Smith le cite comme un de ses 5 albums préférés lors de son passage à l'émission française de télévision "4C+".
Kaleidoscope a aussi influencé plusieurs musiciens. Santigold a basé une de ses chansons My Superman sur la musique de Red Light. « My Superman est une interpolation d'une chanson de Siouxsie, Red Light »; « elle a été inspiré par cette chanson ». Santigold a aussi samplé l'autre titre électro/atmosphérique de l'album Lunar Camel sur son album de remixes Top Ranking. Lunar Camel a également été repris par Jeremy Jay sur son E.P Airwalker.

## Remaster 2006-2007
Une première version inédite de Happy House, différemment arrangée et plus longue que la version standard, est disponible pour la première fois officiellement en bonus des éditions cd de 2006 et 2007.

## Liste des titres de l'édition originale de 1980
1. Happy House
2. Tenant
3. Trophy
4. Hybrid
5. Clockface
6. Lunar Camel
7. Christine
8. Desert Kisses
9. Red Light
10. Paradise Place
11. Skin

édition remasterisée de 2006, liste des bonus inédits
1. Christine (version demo)
2. Eve White/Eve Black (version demo)
3. Arabia (Lunar Camel) (version demo)
4. Sitting Room (version demo)
5. Paradise Place (version demo)
6. Desert Kisses (1re version studio arrangée, produite et mixée différemment par le groupe)
7. Hybrid (1re version studio arrangée, produite et mixée différemment par le groupe)
8. Happy House (1re version studio arrangée, produite et mixée différemment par le groupe)
9. Israel (version single)